# Zaproszenie do Mary-Kate i Ashley na imprezę
Zaproszenie do Mary-Kate i Ashley na imprezę (ang. You're Invited to Mary-Kate & Ashley's..., 1995-2000) – seria dziesięciu półgodzinnych muzycznych filmów wideo dla dzieci i młodszej młodzieży, powstałych w latach 1995–2000. Główne role odtwarzają Mary-Kate i Ashley Olsen, które są zarazem producentkami cyklu.

Na serię składają się : 
1. You're Invited to Mary-Kate & Ashley's Sleepover Party (1995)
2. You're Invited to Mary-Kate & Ashley's Hawaiian Beach Party (1997)
3. You're Invited to Mary-Kate & Ashley's Christmas Party (1997)
4. You're Invited to Mary-Kate & Ashley's Ballet Party (1997)
5. You're Invited to Mary-Kate & Ashley's Birthday Party (1997)
6. You're Invited to Mary-Kate & Ashley's Costume Party (1998)
7. You're Invited to Mary-Kate & Ashley's Camping Party (1998)
8. You're Invited to Mary-Kate & Ashley's Mall Party (1999)
9. You're Invited to Mary-Kate & Ashley's Fashion Party (1999)
10. You're Invited to Mary-Kate & Ashley's School Dance Party (2000)
11. You're Invited to Mary-Kate & Ashley's Greatest Parties (2000) - kompilacja najpopularniejszych filmów
12. You're Invited to Mary-Kate & Ashley's Vacation Parties (2001) - kompilacja najpopularniejszych filmów
13. You're Invited to Mary-Kate & Ashley's Favorite Parties (2003) - kompilacja najpopularniejszych filmów

## Strony zewnętrzne
- Zaproszenie do Mary-Kate i Ashley na imprezę w bazie IMDb.com
- Zaproszenie do Mary-Kate i Ashley na imprezę w bazie Filmweb.pl